# Bataille du Jarama
Guerre d'Espagne
La bataille du Jarama est une des batailles de la guerre d'Espagne et s'est déroulée entre le 6 et le 27 février 1937, dans le contexte du siège de Madrid. L'offensive fut lancée par le camp franquiste, qui essayait de couper les routes principales de communication entre Madrid et l'est du pays (routes de Valence et de Barcelone) afin de compléter son siège.
Les nationalistes jetèrent dans la bataille leur meilleures unités, comme les légionnaires et les regulares marocains, qui traversèrent le fleuve Jarama à la hauteur de la ville d'Arganda del Rey. La bataille reçut d'ailleurs son nom à partir de ces premières opérations, qui avaient débuté par la conquête en quatre jours de la zone du Jarama. Cependant, elles furent arrêtées par les forces républicaines sous le commandement du général José Miaja. La victoire républicaine permit de repousser les nationalistes des environs immédiats de Madrid, et la ligne du front, après sa stabilisation, devint une ligne de tranchées jusqu'à la fin de la guerre.

## Contexte

### Conditions stratégiques
Au début de l'hiver 1936-1937, les troupes nationalistes n'avaient toujours pas réussi à s'emparer de Madrid, malgré des tentatives répétées en novembre 1936. C'est le général Mola, qui assurait le commandement des forces nationalistes tout autour de Madrid, qui planifia l'opération. Il décida d'isoler complètement Madrid en achevant le blocus : le projet était donc une opération de grande envergure dans l'est de Madrid, qui devait commencer par la prise de Arganda del Rey, afin de couper les communications avec Valence, puis de poursuivre jusqu'à Alcalá de Henares afin de bloquer la route de Barcelone. Pour cela, les franquistes ambitionnaient pour commencer de s'emparer de la rive gauche du Jarama et des hauteurs qui la contrôlaient, puis, après avoir brisé les positions républicaines, de prendre pied sur la rive droite pour s'emparer des villes de Vaciamadrid et d'Arganda.
Le général Orgaz reçut le commandement du front, avec le général Varela. L'offensive devait coïncider avec une autre, menée par le général Roatta, soutenu par les alliés italiens, dans la région de Guadalajara. Comme les Italiens n'étaient pas prêts, Mola décida de lancer son offensive sans les attendre.

### Forces en présence
Les forces nationalistes étaient dirigées par l'état-major des généraux José Enrique Varela, Luis Orgaz Yoldi et Ricardo Rada Peral. Les unités étaient composées des IIe, IIIe, IVe et Ve brigades, dirigées par les colonels Carlos Asensio Cabanillas, Francisco García Escámez, Fernando Barrón Ortiz et Eduardo Sáenz de Buruaga. Elles intégraient quelques unités de la Légion, des Regulares, 55 chars Panzer I, de l'artillerie lourde (obusiers de 155 mm), de l'artillerie anti-aérienne, des unités antichars et des sapeurs. La brigade irlandaise de la Légion était composée de volontaires irlandais dirigés par Eoin O'Duffy : ils combattirent sur le front entre Ciempozuelos et Titulcia. Son action fut aussi rocambolesque qu'inefficace. Les forces aériennes étaient composées de bombardiers Junkers-52/3 m et d'avions de chasse Fiat CR.32 « Chirri » pilotés par des Espagnols et des Italiens.
Les unités républicaines, dispersées au début de l'offensive, se regroupèrent sous le commandement des généraux Sebastián Pozas Perea, José Miaja et du commandant Enrique Líster, formant un groupe de quatre divisions. Les 17e, 18e, 19e, 23e, 24e, 45e et 48e brigades mixtes étaient regroupées en trois groupes de combat d'infanterie, un groupe de réserve et un groupe d'artillerie. L'armée républicaine comptait dans ses rangs des combattants des XIe, XIIe, XIVe et XVe divisions des Brigades internationales, dont les bataillons de volontaires anglophones (Bataillon Britannique et Brigade Abraham Lincoln). Ils combattirent principalement entre le Jarama et Morata de Tajuña. Les forces aériennes comptaient des Polikarpov I-15 « Chato », des Polikarpov I-16 « Mosca », des Polikarpov R-5 SSS « Rasante » et des Tupolev SB-2 « Katiuska ».

## Combats

### Offensive nationaliste
Le 11 février, un petit groupe de regulares marocains traversa la rivière sans se faire remarquer et surprit la XIVe brigade internationale républicaine près du pont de chemin de fer de Pindoque à Vaciamadrid, en se glissant au milieu des unités et en coupant la gorge des sentinelles. Plus au sud, Asensio attaqua le village de San Martín de la Vega, où l'artillerie républicaine fut réduite au silence. La cavalerie nationaliste suivit, sous la direction de Barrón, et traversa la rivière à son tour par le pont ; le gros des troupes mené par Varela suivit.
Cependant, les républicains restaient retranchés sur les hauteurs du Pingarrón, sur la rive orientale du Jarama, tenant les nationalistes sous son feu. La brigade de Barrón fut arrêtée par la brigade internationale « Garibaldi », qui stationnait près d'Arganda. La dureté des combats amplifia dans la journée avec le recours aux chars T-26, à l'artillerie, puis aux Junkers de la légion Condor - mais jusqu'au 13 février, c'est l'aviation républicaine qui garda la maîtrise des airs.
Les nationalistes lancèrent alors une large attaque dans la direction de Morata. Les troupes d'Asensio prirent les collines du Pingarrón et prirent d'assaut les hauteurs de Pajares, plus au nord. C'est cette lutte pour le contrôle des hauteurs orientales du Jarama qui occasionna les combats les plus âpres.

### Suicide Hill
La XIe brigade internationale, composée de volontaires britanniques, yougoslaves, français et belges, défendant les Pajares, se retrouva sous le feu de l'artillerie ennemie basée sur les hauteurs du Pingarrón. Le bataillon allemand « Thälmann » infligea de lourdes pertes aux regulares. Mais les Britanniques furent repoussés au sommet d'une colline qu'ils surnommèrent Suicide Hill : avec l'aide des soldats espagnols de Líster, ils tinrent leur position toute la journée, malgré des pertes élevées (375 hommes sur 600 furent tués). 
Le 13 février, alors que les Français étaient repoussés du côté des Britanniques, et que les républicains se trouvaient forcés d'abandonner la colline, intervint le "colonel Gal", qui leur enjoignit de reprendre l'assaut. Voyant que des soldats revenaient, les nationalistes les auraient confondus avec les leurs, ce qui les poussa à abandonner la place aux républicains.

### Contre-attaque républicaine

Drapeau du 1er bataillon de la brigade Abraham Lincoln.

Le 14 février, les républicains lancèrent une contre-attaque avec 50 chars contre les hommes de Barrón, soutenus par l'infanterie, l'artillerie et l'aviation. Ce combat, s'il ne fit pas reculer les nationalistes, les épuisa et stoppa leur avance, au point que la journée fut commémorée comme « el día triste del Jarama » (« la triste journée du Jarama », en écho à la « noche triste » d'Hernán Cortés). 
Le 17 février, le général Miaja prit le contrôle du commandement sur l'ensemble du front, alors qu'il avait jusque-là dû le partager avec le général Pozas. Mais les attaques inutiles continuèrent, comme celle de Líster, qui attaqua frontalement le Pingarrón et perdit la moitié de ses hommes, ou Juan Modesto qui fut repoussé après avoir essayé d'approcher de la colline de Marañosa. C'est seulement plus au nord, du côté de la route Madrid-Valence, que les franquistes furent vraiment repoussés.
Les combats continuèrent entre le 23 et le 27 février. Le général Gal ordonna une autre tentative sur le Pingarrón, avec les 450 brigadistes américains de la brigade « Abraham Lincoln », sous les ordres de Robert Hale Merriman : les troupes furent taillées en pièces (120 morts et 175 blessés au total dans cette attaque). Les fronts se stabilisèrent là où ils en étaient.

## Conséquences
À la fin du mois de février, les lignes de front étaient stabilisées. Les deux camps avaient fortifié leur position, de telle manière que tout assaut devenait impossible. Les deux camps en présence entrèrent dans la vie monotone des tranchées infestées de poux, au milieu des oliveraies détrempées et de fusillades aussi occasionnelles que meurtrières.
Les nationalistes et les républicains avaient subi de très fortes pertes, leurs troupes étaient épuisées, à court de munitions et de nourriture. La route de Madrid à Valence resta définitivement hors de portée des nationalistes (sauf au niveau de Rivas, où elle était exposée aux tirs nationalistes : une déviation dut être installée), malgré tous leurs efforts pour déloger les républicains. La zone perdit donc finalement de son intérêt stratégique. 
L'échec du corps expéditionnaire italien à la bataille de Guadalajara mit définitivement fin aux espoirs de Franco d'isoler Madrid.

## Chansons de guerre

### LaJarama Valley
Les membres de la Brigade Abraham Lincoln composèrent, à l'occasion de la bataille, une chanson qui aida à forger leur légende, la Jarama Valley ou There's a Valley in Spain Called Jarama. Composée à l'origine en anglais, elle fut également adaptée en espagnol. La chanson connut de très nombreuses versions dont en voici une  : 
Jarama Valley
« There's a valley in Spain called Jarama

It's a place that we all know so well

It was there that we gave of our manhood

And so many of our brave comrades fell.
We are proud of the Lincoln Battalion

And the fight for Madrid that it made

There we fought like true sons of the people

As part of the Fifteenth Brigade.
Now we're far from that valley of sorrow

But its memory we ne'er will forget

So before we conclude this reunion

Let us stand to our glorious dead. »

|
La vallée du Jarama
« Il y a en Espagne une vallée appelée Jarama

C'est un endroit que nous connaissons bien. 

C'est là que nous avons montré notre virilité

Et où tant de nos courageux camarades sont tombés.
Nous sommes fiers du bataillon Lincoln

Et du combat que nous avons mené pour Madrid. 

Là nous avons combattu comme de vrais enfants du peuple

Comme partie de la Quinzième Brigade.
Maintenant nous sommes loin de cette vallée de douleur

Mais sa mémoire jamais nous n'oublierons.

Aussi avant de conclure cette réunion

Levons-nous pour nos morts glorieux. »
|
|}

### Viva la Quince Brigada
Sur l'air d'une vieille chanson espagnole, largement reprise durant la Guerre d'Espagne par les combattants républicains, El paso del Ebro, fut composée une chanson à la gloire de la XVe Brigade internationale.
| Viva la Quince Brigada « Viva la Quince Brigada, rumba la rumba la rumba la. Que se ha cubierto de gloria, ¡Ay Manuela! ¡Ay Manuela! Luchamos contra los moros, rumba la rumba la rumba la. Mercenarios y fascistas, ¡Ay Manuela! ¡Ay Manuela! Solo es nuestro deseo, rumba la rumba la rumba la. Acabar con el fascismo, ¡Ay Manuela! ¡Ay Manuela! En el frente de Jarama, rumba la rumba la rumba la. No tenemos ni aviones, ni tanques ni cañones. Ya salimos de España, rumba la rumba la rumba la. Por luchar en otros frentes, ¡Ay Manuela! ¡Ay Manuela! » | Vive la Quinzième Brigade « Vive la Quinzième Brigade, rumba la rumba la rumba la. Qui s'est couverte de gloire, Ah Manuela ! Ah Manuela ! Nous luttons contre les Maures, rumba la rumba la rumba la. Les mercenaires et les fascistes, Ah Manuela ! Ah Manuela ! Notre seul désir, rumba la rumba la rumba la. Est d'en finir avec le fascisme, Ah Manuela ! Ah Manuela ! Sur le front de Jarama, rumba la rumba la rumba la. Nous n'avons ni avions, ni tanks, ni canons. Nous n'avons ni avions, ni tanks, ni canons. Puis nous quittons l'Espagne, rumba la rumba la rumba la. Pour nous battre sur d'autres fronts, Ah Manuela ! Ah Manuela ! » |  |